# Qui plume la lune ?
Pour plus de détails, voir Fiche technique et Distribution.
Qui plume la lune ? est un film français réalisé par Christine Carrière sorti en 1999.

## Synopsis
La mort de leur mère conduit Suzanne et Marie, aujourd'hui adolescentes, à prendre soin de leur père, Lucien.

## Fiche technique
- Titre : Qui plume la lune ?
- Réalisation : Christine Carrière
- Scénario : Christine Carrière
- Musique : Yann Tiersen
- Montage : Raymonde Guyot
- Sociétés de production : Ciné Valse, Arte France Cinéma
- Pays de production :  France
- Langue originale : Français
- Genre : Drame
- Durée : 102 minutes
- Date de sortie : 22 décembre 1999

## Distribution
- Jean-Pierre Darroussin : Lucien, le père
- Garance Clavel : Suzanne
- Elsa Dourdet : Marie
- Michèle Ernou : Mamé
- Michèle Brousse : Prudence
- Laetitia Ferreira : Suzanne enfant
- Angèle Guedra : Marie enfant
- Marion Duchamp : Suzanne adolescente
- Amandine Liénard : Marie adolescente
- Maryse Meryl : Mémère
- Patrick Bonnel : Le Suicidaire
- Paul Chariéras : Le voisin du père